# ペンタゴン (プロレスラー)
ペンタゴン（西: Pentagón）は、メキシコの覆面レスラー。

## 歴代

### 初代
1995年5月、オクタゴンのライバルとしてAAAに登場。
1996年1月、引退。

### 2代目
1997年1月、グラン浜田の娘であるソチ浜田の夫が2代目としてAAAに登場。
1998年、FULLに参戦。
2001年1月、3代目が登場したため、リングネームをペンタゴン・ブラックに変更。同年、みちのくプロレスに参戦。
2003年、プロレスリングZERO-ONEに参戦。
2006年、DRAGONGATEに参戦。

### 3代目
2001年1月、2代目がAAAを離れたのをきっかけに登場。同年、アルシオンに参戦。
2002年7月5日、オクタゴンとコントラマッチを行って敗れた。

## その他
ペンタゴンをリングネームに用いる選手は他にもおり、初代の実子であるエル・イホ・デル・ペンタゴン（エスパント・ジュニア）、ペンタゴン・バイパー、ペンタゴン・ジュニア（ペンタ・エル・セロ・ミエド）、ルチャドーラのレディ・ペンタゴン、ミニエストレージャのペンタゴンシート1号、ペンタゴンシート2号、ペンタゴンシート・ブラックがいる。